# Fragneto Monforte
Fragneto Monforte est une commune de la province de Bénévent en Campanie (Italie).

## Administration
| Période                                  | Période  | Identité          | Étiquette       | Qualité |
| ---------------------------------------- | -------- | ----------------- | --------------- | ------- |
| 17 juin 2004                             | En cours | Luigi De Camillis | Centro Sinistra |         |
| Les données manquantes sont à compléter. |          |                   |                 |         |

### Communes limitrophes
Bénévent, Campolattaro, Casalduni, Fragneto l'Abate, Pesco Sannita, Ponte, Pontelandolfo, Torrecuso